# 迈尔斯·伯克
迈尔斯·伯克（英語：Miles Burke，1885年1月15日—1928年12月25日），美国男子拳击运动员。他曾代表美国参加1904年夏季奥林匹克运动会拳击比赛，获得男子105磅级银牌，尽管他赛前称重时超重，然而由于参赛人数偏少，他仍获准参赛。